# Ciudad Valles
Ciudad Valles ist eine Großstadt mit ca. 140.000 Einwohnern und Hauptort der gleichnamigen Gemeinde (municipio) mit ca. 185.000 Einwohnern im Osten des mexikanischen Bundesstaats San Luis Postosí. Ciudad Valles ist Sitz eines Bistums der katholischen Kirche und einer Außenstelle der Universität von San Luis Potosí.

## Lage und Klima
Die Stadt Ciudad Valles liegt in der Küstenregion der Huasteca in einer mittleren Höhe von ca. 125 m. Bis zur Stadt San Luis Potosí, der Hauptstadt des Bundesstaates, sind es ca. 255 km (Fahrtstrecke) in westlicher Richtung; die an der Küste des Golfs von Mexiko gelegene Stadt Tampico ist ca. 140 km in östlicher Richtung entfernt. Das Klima ist tropisch schwül bis heiß; Regen (ca. 1200 mm/Jahr) fällt hauptsächlich im Sommerhalbjahr.

## Bevölkerungsentwicklung
| Jahr      | 2000    | 2010    | 2020    |
| Einwohner | 105.721 | 124.644 | 136.351 |

Die zumeist indianisch-stämmige Bevölkerung der Stadt ist in den letzten Jahrzehnten aufgrund von Zuwanderung signifikant gewachsen.

## Wirtschaft
Die wirtschaftliche Bedeutung von Ciudad Valles über die vergangenen Jahrhunderte lag an der geografischen Lage zwischen der Silberminenstadt San Luis Potosí und der Hafenstadt Tampico. Die Hauptwirtschaftszweige der heutigen Stadt sind der Anbau und die Weiterverarbeitung von Rohrzucker, für dessen Kultivierung die Gegend stark gerodet wurde. Ein zweiter wichtiger Wirtschaftszweig der Region ist der Tourismus, der sich auf die immer noch waldreiche Natur in der Region Huasteca mit Flüssen, Wasserfällen und den damit verbundenen Aktivitäten bezieht.

## Geschichte
Die Stadt liegt in einer Gegend, die ursprünglich von der Bevölkerungsgruppe der Tenek, auch Huaxteken genannt, bewohnt wurde. Sie wurde im Jahr 1533 vom Eroberer Nuño Beltrán de Guzmán unter dem Namen Santiago de los Valles Oxitipa gegründet.

## Sehenswürdigkeiten
- Im Ortszentrum gibt es noch einige wenige Bauten aus der Kolonialzeit, darunter die Kirche Santiago Apóstol.
- Das Museo Regional Huasteca präsentiert archäologische Funde aus der Umgebung.
- Das Centro Cultural Tamuantzán beschäftigt sich in erster Linie mit der Kultur der Huasteken.

## Persönlichkeiten
- Juan Manuel Azuara (* 1957), Fußballspieler